# Comité Olímpico de Puerto Rico
El Comité Olímpico de Puerto Rico es el Comité Olímpico Nacional de Puerto Rico. Supervisa los deportes Olímpicos de Puerto Rico, y selecciona el equipo Olímpico que representa a la isla. Fue fundado en 1948 por Julio Enrique Monagas.
COPUR opera la Casa Olímpica, su sede en el Viejo San Juan.
Los equipos que representan a Puerto Rico han participado en todos los Juegos Olímpicos de Verano desde 1948, incluyendo los juegos Olímpicos de 1980 en Moscú, Rusia —a pesar del boicot de los juegos. También han participado en los Juegos Olímpicos de Invierno de 1984-2002 y 2018.
En 2012, Sara Rosario se convirtió en la primera mujer en servir como Presidente del COPUR. Presidentes anteriores incluyen al primer Gobernador de Puerto Rico, Jesús T. Piñero

## Los presidentes del Comité Olímpico de Puerto Rico
«Héctor Cardona: Un padre para muchos en el Movimiento Olímpico». La Perla del Sur. 18 de junio de 2017. Archivado desde el original el 18 de junio de 2017. Consultado el 21 de julio de 2017.</ref>
Jesús T. Piñero (1948 – 1952)
Julio Enrique Monagas (1952 – 1956)
Jaime Annexy (1956)
Julio E. Monagas (1956 – 1965)
Francisco Bueso (1965 – 1966)
Felicio Torregrosa (1966 – 1973)
José Enrique Arrarás (1973 – 1977)
Germán Rieckehoff (1977 – 1990)
Osvaldo L. Gil (1990 – 1991)
Héctor Cardona (1991 - 2008)
David Bernier (2008 – 2012)
Sara Rosario (desde 2012)